# Bisdom Nîmes-Uzès-Alès

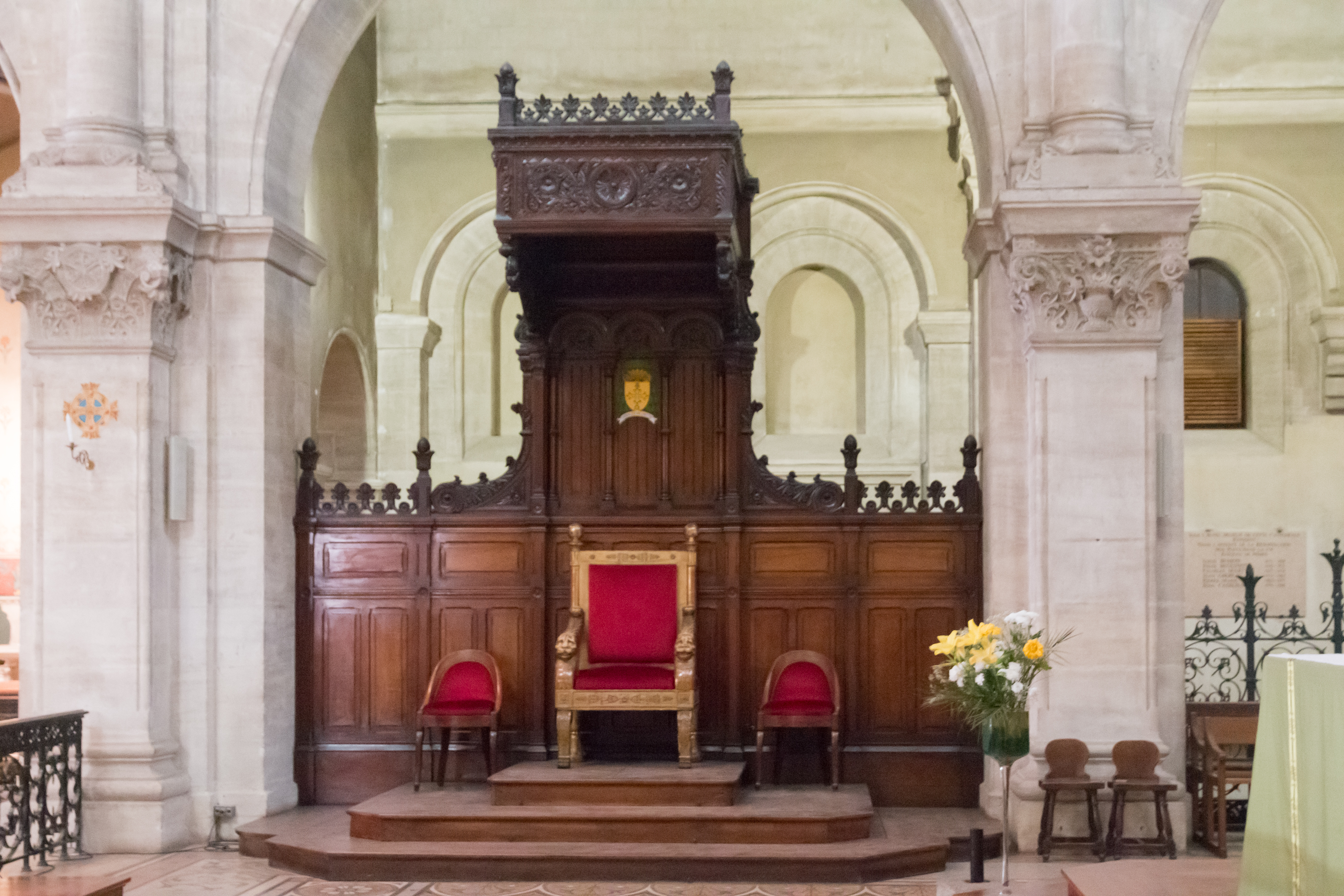
Bisschopstroon van Nîmes (kathedraal)

Het bisdom Nîmes-Uzès-Alès, kortweg bisdom Nîmes (Latijn: Dioecesis Nemausensis; Frans: Diocèse de Nîmes), is een Frans katholiek bisdom dat bestaat sinds het jaar 390. Met uitzondering van de periode 1801-1822 heeft het bisdom ononderbroken bestaan in de voorbije 1.600 jaar. Het bisdom bestrijkt het grondgebied van het departement Gard.
De zetel van het bisdom is de stad Nîmes met de kathedraal-basiliek Notre-Dame-et-Saint-Castor. Sinds 1877 draagt de bisschop van Nîmes de titel van bisschop van Uzès en bisschop van Alès. De respectieve voormalige kathedralen zijn Saint-Théodorit in Uzès en Saint-Jean in Alès, beide gelegen in het departement Gard.
De naam in het Latijn van het bisdom is Diocesis Nemausensis-Ucetiensis (ook wel Uticensis)-Alesiensis.

## Kerkprovincie
Van 390 tot 1801 was de bisschop van Nîmes suffragaan van de aartsbisschop van Narbonne. Aan deze eeuwenoude kerkprovincie kwam een einde in 1801, met het Concordaat van 15 juli 1801 van Napoleon Bonaparte. Van 1822 tot 2002 behoorde Nîmes tot de kerkprovincie van het aartsbisdom Avignon. Sinds 2002 behoort Nîmes tot de kerkprovincie van het aartsbisdom Montpellier; in 2002 beslist paus Johannes Paulus II overigens dat het bisdom Montpellier voortaan een aartsbisdom is.

## Historiek

### Voor de oprichting van het bisdom
In de Romeinse oudheid kwamen de eerste christenen naar Nîmes (Latijn: Nemausis) tijdens de 3e eeuw. Christenen kwamen er toe via de Rhône en de Gallo-Romeinse heirbanen. Nochtans was er een grotere groep gestuurd vanuit Toulouse, vanuit de omgeving van de heilige Saturninus (of Sernin). In Nîmes zelf predikte in de 3e eeuw de heilige Baudilus het christendom.

### Romeins bisdom
Volgens een middeleeuwse traditie was Felix van Nîmes de eerste bisschop. Hij zetelde rond de eeuwwisseling 4e-5e eeuw. Na hem was er gedurende een eeuw geen bisschop. Het bisdom Uzès (Latijn: Usetia) scheurde zich af van Nîmes in het jaar 440. De tweede bisschop van Nîmes, Sedatus, bestuurde Nîmes in de jaren 506-510, pas na de val van het West-Romeinse Rijk. In het jaar 870 werd Gilbert van Nîmes bisschop van Nîmes. Traditioneel wordt hij daarmee gezien als de 16e bisschop van Nîmes.

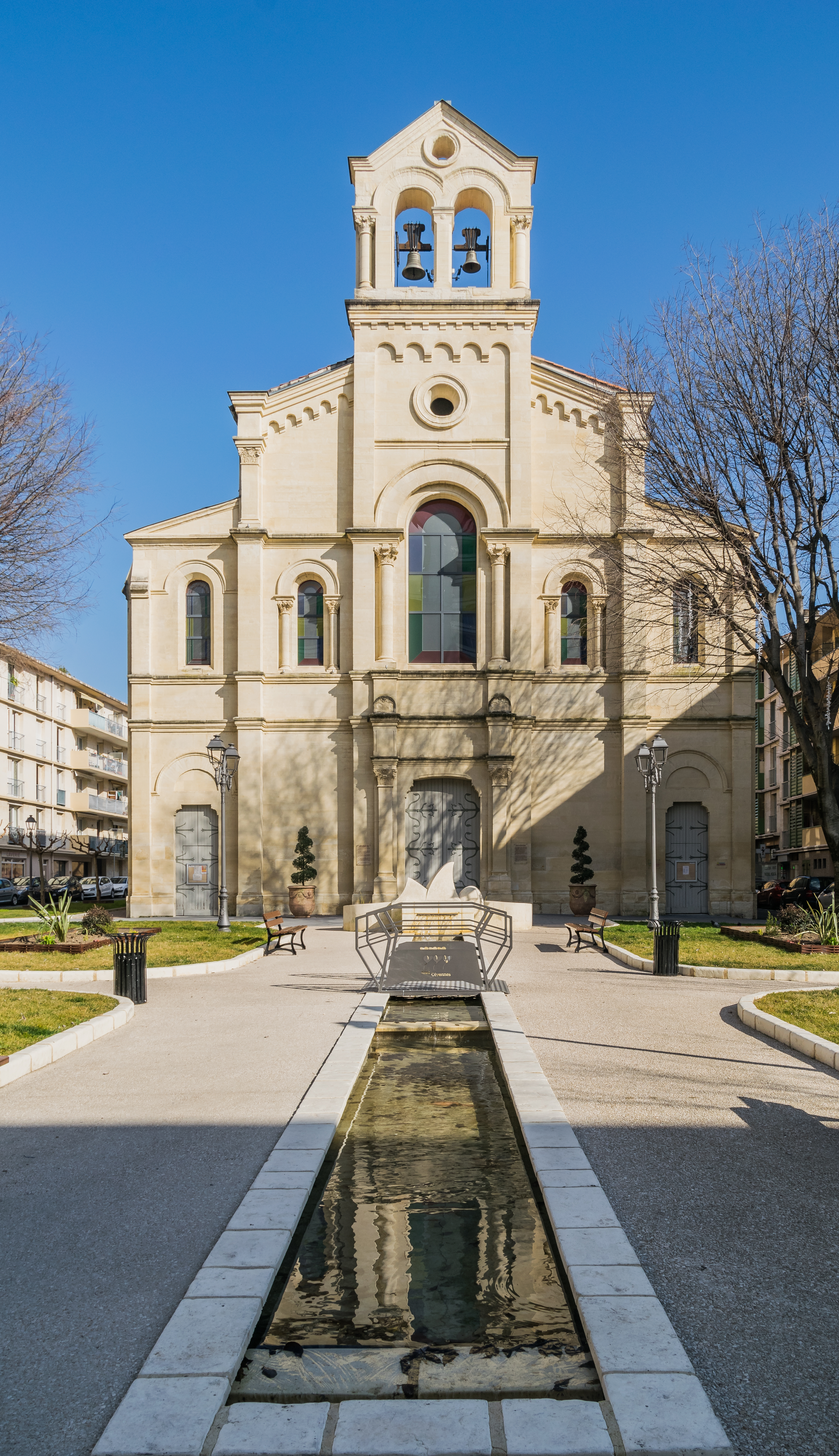
Protestantse kerk van Alès

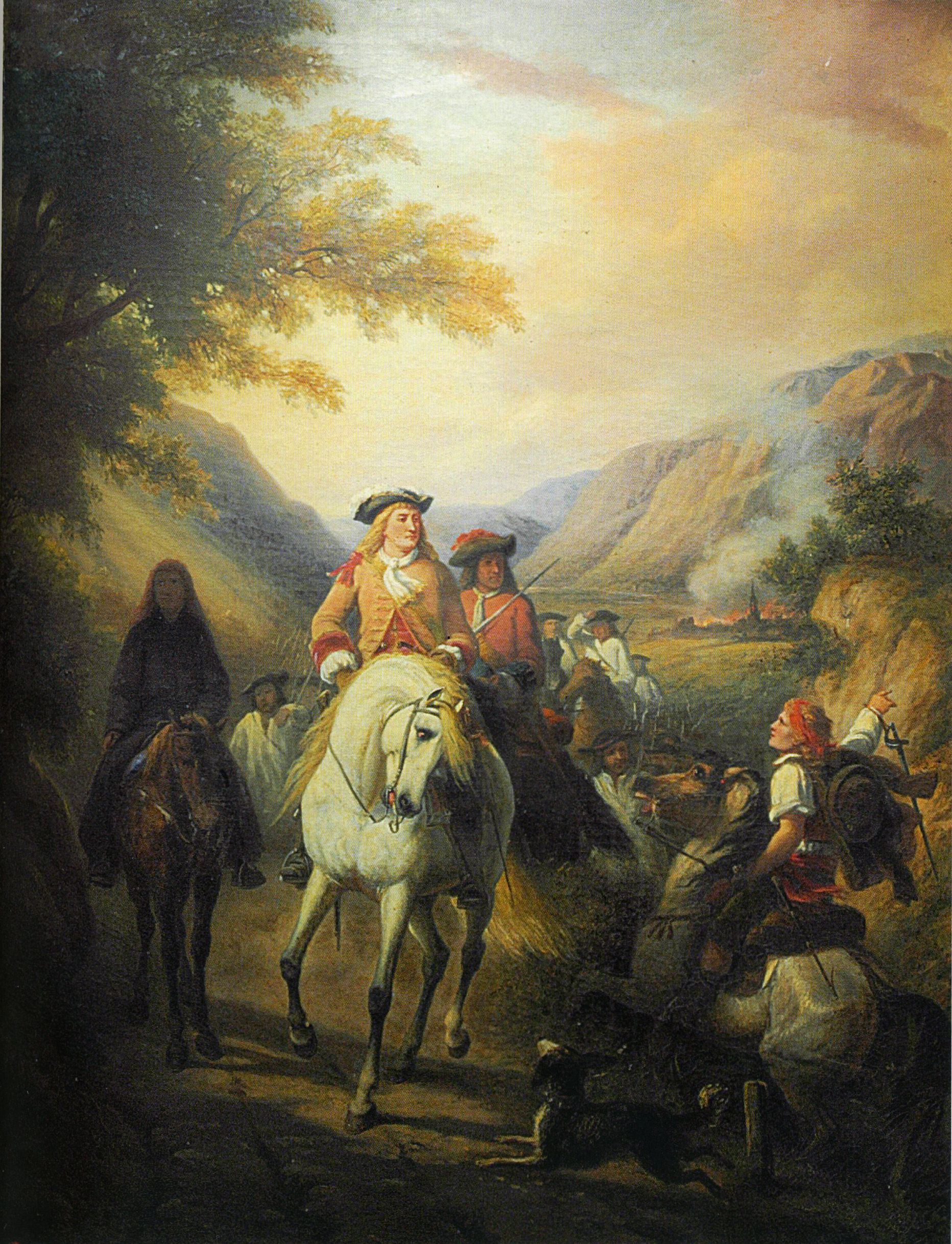
Protestantse opstand door de camisards in de Cevennes, begin 18e eeuw

### Middeleeuws bisdom
Merovingische en Karolingische heersers scheurden grondgebied af van het bisdom Nîmes. Zo werd in 500 het bisdom Agde opgericht en in 570 het bisdom Alès (Latijn: Arisitum), gevolgd in 580 door het bisdom Maguelonne. In 700 sloot het bisdom Alès terug aan bij Nîmes.
In 1096 was paus Urbanus II in Nîmes. Hij was in het zuiden van het koninkrijk Frankrijk (en in het koninkrijk Arles) om de Eerste Kruistocht te prediken. Urbanus II wijdde in Nîmes de kathedraal in. De scheiding tussen de goederen van het kapittel van de kathedraal en deze van de bisschop vond plaats in 1156, op bevel van paus Adrianus IV. Hierdoor kon de bisschop zijn eigen bisschoppelijk paleis uitbouwen. Hij had de kanunniken van het kapittel niet meer nodig.
In het bisdom ontwikkelden er zich enkele bedevaartsoorden. Het waren vooral Mariabedevaartsoorden. Zo was er de Notre Dame de Grâce in Rochefort, dat oorspronkelijk een overwinningsmonument van Karel de Grote op de Saracenen was. Daarnaast was er Notre Dame de Grâce in Laval, nabij Alès, Notre Dame de Bon Secours de Prime Combe in Fontanès, Notre Dame de Bonheur nabij Valleraugue en Notre Dame de Belvezet op de berg Mont Andavu en Notre Dame de Vauvert. Niet-Mariaoorden waren de reliekschrijnen van de heilige Veredemus en Baudilus in Trois Fontaines en in Valsainte.
Paus Innocentius VI sloeg het hele bisdom Nîmes in de ban van de kerk (1358) omwille van een ruzie over de verkoop van sinaasappelen aan het pauselijk hof van Avignon.

### Bisdom Nîmes in de Nieuwe Tijd
Na de middeleeuwen woedden er in Nîmes, zoals elders in Frankrijk, godsdienstoorlogen. Katholieken en hugenoten vochten, met periodes, een strijd uit. In 1567, vijf jaar voor het bloedbad van de Bartholomeusnacht in Parijs, vond in Nîmes het bloedbad plaats, bekend als de Michelade. De waterput van de bisschop was gevuld met tientallen lijken van katholieke geestelijken. De Franse Godsdienstoorlogen werden beslecht met het Edict van Nantes. Hierdoor bezaten hugenoten in de stad Alès een vrijplaats; officieel heette Alès een place de sûreté. De protestantse kerk van Alès getuigt tot op vandaag van de belangrijke aanwezigheid van hugenoten in Alès, een uithoek van het bisdom Nîmes. In 1629, met de conventie van Alès, besliste Lodewijk XIII de hugenoten te vervolgen. De Zonnekoning hernam dit op grote schaal, na het uitvaardigen van het Edict van Fontainebleau. Dragonnades teisterden vervolgens de streek. Een ander aspect van zijn politiek was het installeren van een katholieke bisschop in Alès. Paus Innocentius XII steunde de Zonnekoning om het bisdom Alès uit de Merovingische tijd terug te installeren (1694). Dit betekende een afscheuring van het bisdom Nîmes, en ditmaal met een duidelijk doel: de hugenoten bekeren die verscholen waren in de Cevennes. Een opstand in de Cevennes brak uit nadat het bisdom Alès geïnstalleerd was. De opstandelingen werden camisards genoemd en hun leider was Jean Cavalier. De bisschoppen van Alès vervolgden alle hugenoten op hun grondgebied.
In diezelfde periode, eind 17e eeuw - begin 18e eeuw, bouwden de bisschoppen van Nîmes het bisschoppelijk paleis belangrijk uit. De bouwwerken werden besteld door bisschop Jacques Séguier en bisschop Fléchier. In Nîmes verrees een paleizencomplex.

### Franse Revolutie en 19e eeuw
Na de Franse Revolutie weigerde bisschop Cortois de Balore trouw te zweren aan de Grondwet. Hij nam de vlucht (1792). De onpopulaire Jean-Baptiste Dumonchel, een constitutionele bisschop, kon zijn gezag niet vestigen. In 1793 liep deze ook weg en werd het bisschoppelijk paleis geconfisqueerd. De voorheen politiek actieve Pierre de Balore leefde verpauperd in Zürich. Hij keerde terug naar Frankrijk naar aanleiding van het Concordaat van 15 juli 1801. Napoleon Bonaparte schafte evenwel het bisdom Nîmes af. Het bisdom Nîmes werd deel van het bisdom Avignon van 1801 tot 1822. Ook de bisdommen Uzès en Alès verdwenen van de kaart.
Met de restauratie van de monarchie in Frankrijk ontstond opnieuw het bisdom Nîmes (1822). Het grondgebied was dat van de prefectuur Gard, wat betekende dat de voormalige bisdommen Uzès en Alès tot het grondgebied behoorden. Koning Lodewijk XVIII besliste eveneens dat het bisschoppelijk paleis terug in handen van de bisschop van de Nîmes kwam. Vanaf 1877 mocht de bisschop van Nîmes zich ook titulair bisschop van Uzès en Alès noemen.

### 20e eeuw en nadien
In 1905 maakte een Franse wet een duidelijke scheiding van kerk en staat. Bisschop Beguinot moest het paleis afstaan aan de Franse Staat en trok in in een woonhuis in de Rue Robert. Tot op heden is dit de residentie gebleven van de bisschop van Nîmes. Meerdere kloosterorden werden mee opgedoekt in Nîmes.

## Kathedralen

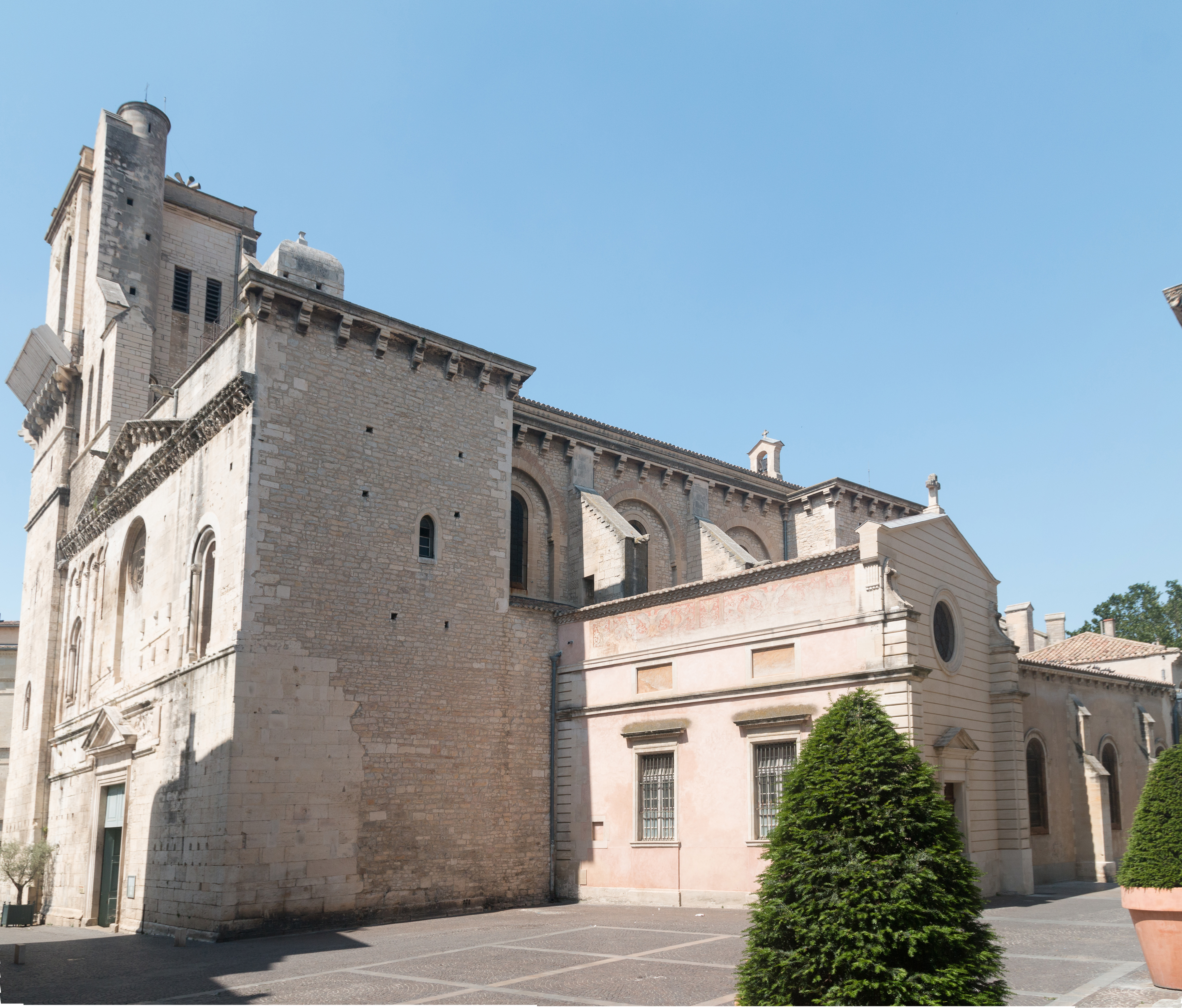
Kathedraal-basiliek van Nîmes
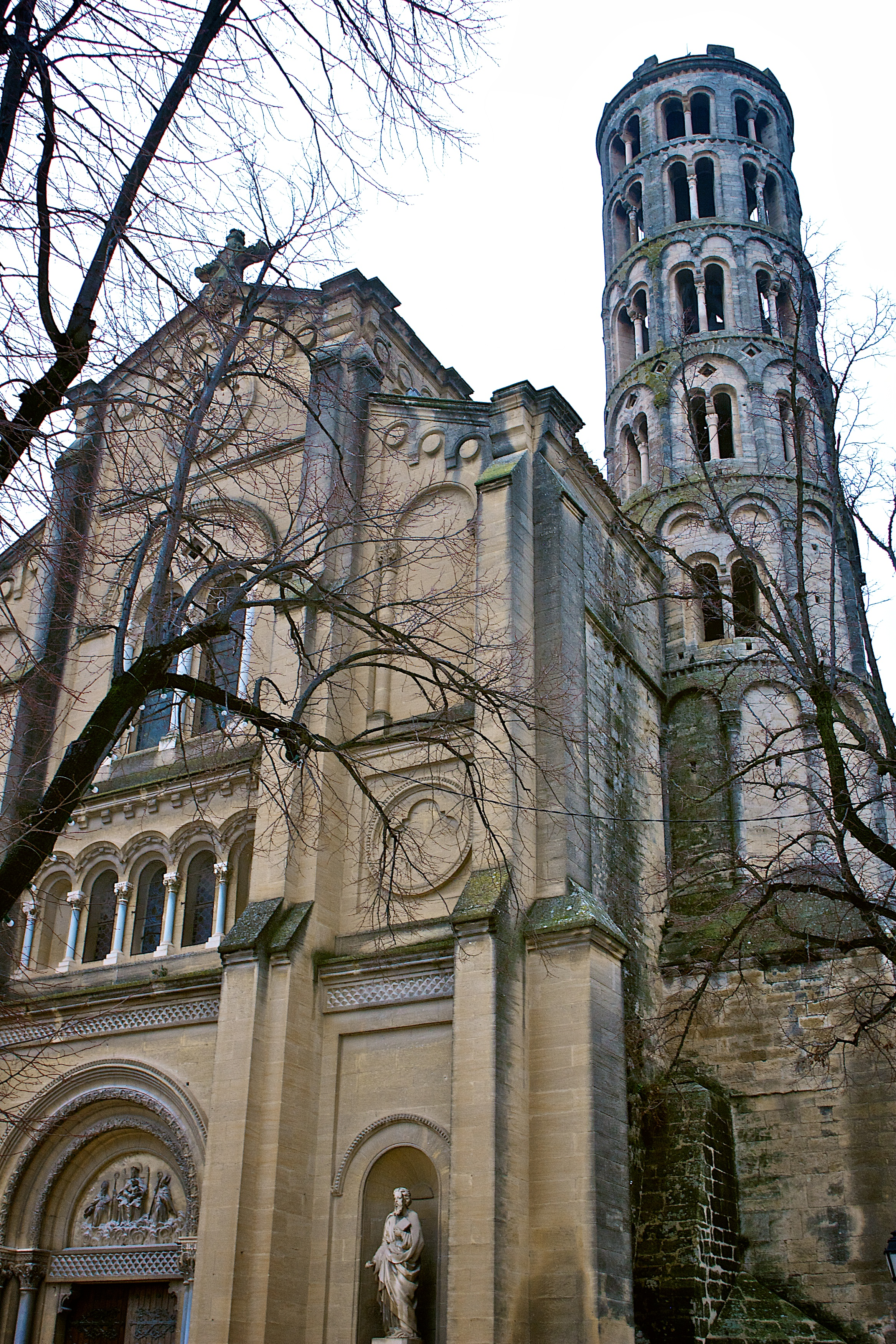
Voormalige kathedraal van Uzès
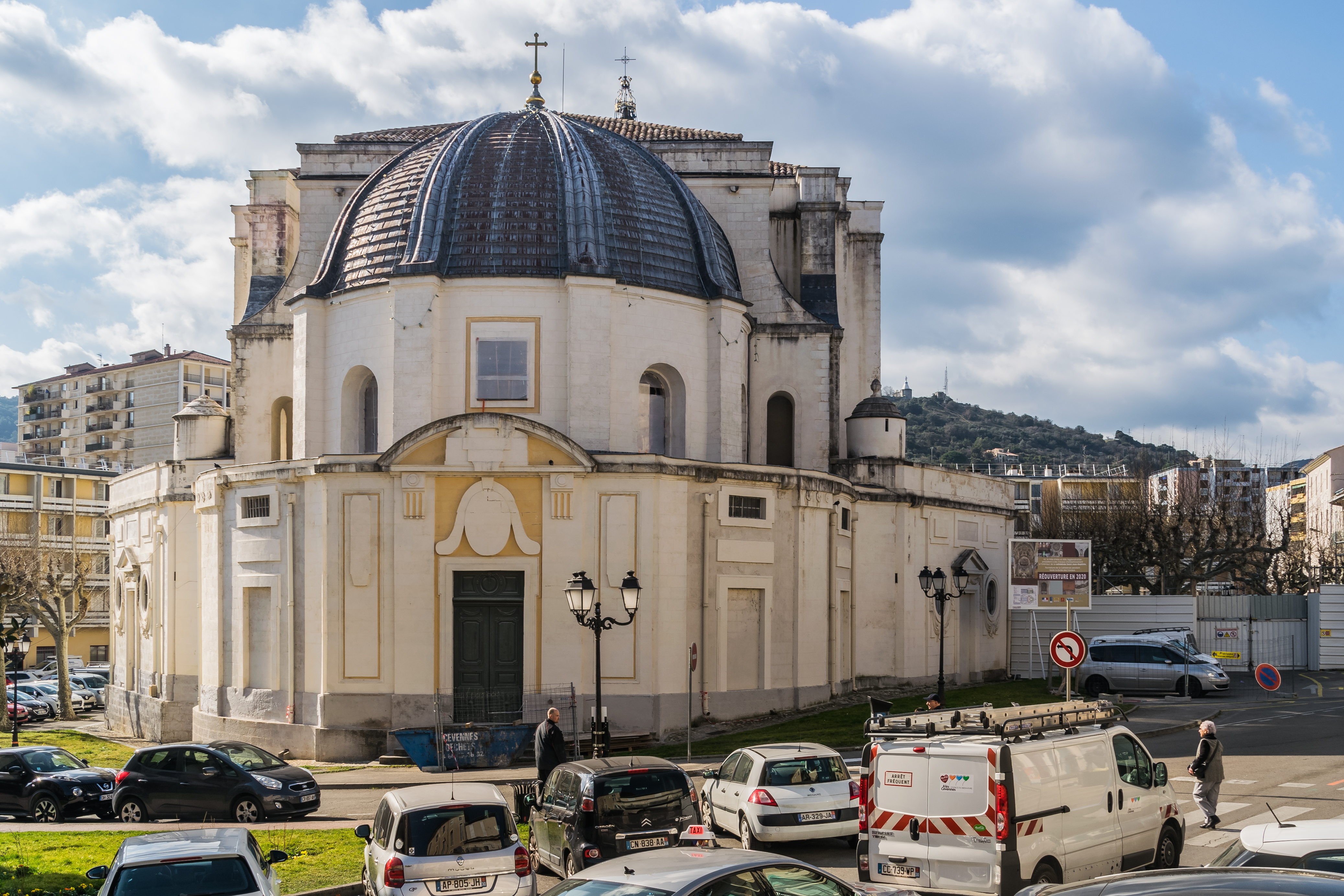
Voormalige kathedraal van Alès

## Bisschoppen
(sinds 1822)
- Charles-François-Marie Petit-Benoit de Chaffoy (1822-1837)
- Jean-François-Marie Cart (1838-1855)
- Claude-Henri-Augustin Plantier (1855-1875)
- François-Nicolas-Xavier-Louis Besson (1875-1888)
- Jean-Louis-Antoine-Alfred Gilly (1889-1896)
- Félix-Auguste Béguinot (1896-1921)
- Marcelin-Charles Marty (1921-1924)
- Jean-Justin-Michel Girbeau (1924 -1963)
- Pierre-Marie-Henri-Baptiste Rougé (1963-1977)
- Jean-Lucien-Marie-Joseph Cadilhac (1978-1999)
- Robert Wattebled (2001-2021)
- Nicolas Brouwet (2021-)

- Bibliothèque nationale de France: cb118853905 (data)
- Système universitaire de documentation: 027418960
- Virtual International Authority File: 135650904

Montpellier (aartsbisdom) · Carcassonne en Narbonne · Mende · Nîmes-Uzès-Alès · Perpignan-Elne